# Megistolepis
Megistolepis — рід доісторичних лопатеперих риб, які мешкали в кам'яновугільному періоді.